# Mas d'en Forcada
El Mas d'en Forcada és un veïnat de la comuna vallespirenca de les Cluses, a la Catalunya del Nord.
És a l'extrem nord-oest del terme comunal, al sud-oest de la carretera D900. És a la zona baixa i plana del terme de les Cluses, a la dreta de la Roma i del Còrrec del Conilló; és al nord-oest del Cortal d'en Calcina i al sud-est de la Falgosa, ja en terme de Morellàs i les Illes.